# Чёрный бархат

«Чёрный бархат» с двумя белыми точками.

Модель абсолютно чёрного тела

«Чёрный ба́рхат» — метод проверки качества заточки лезвий безопасных бритв.
При таком методе заточенные лезвия складываются стопкой: если они заточены качественно, то поверхность, образованная режущими кромками лезвий, выглядит абсолютно чёрной, а малейший изъян выделяется яркой белой точкой.
Законы физики (раздел «Оптика») объясняют данное явление так:
Свет, попадая на остро заточенные и отполированные режущие грани, отражается от них, направляясь вглубь, к внутреннему углу у стыка двух плоских поверхностей лезвий. К глазу наблюдателя свет не направляется. Таким образом, стопку качественно заточенных бритвенных лезвий можно рассматривать как модель абсолютно чёрного тела. Излучение, падающее на «бархатную» поверхность, полностью поглощается (в конечном итоге переходит в тепло).
На рисунке справа показана другая модель абсолютно чёрного тела: свет, попавший через маленькое отверстие внутрь полой сферы с непрозрачными стенками, не может вырваться наружу. Наблюдатель, заглянув через отверстие в сосуд, увидит абсолютную темноту.